# Johnius dorsalis
Johnius dorsalis és una espècie de peix de la família dels esciènids i de l'ordre dels perciformes.

## Morfologia
- Els mascles poden assolir 40 cm de longitud total.[4][5]

## Hàbitat
És un peix de clima tropical i demersal.

## Distribució geogràfica
Es troba a l'Índic occidental: des de Kenya fins a Sud-àfrica i Madagascar.

## Observacions
És inofensiu per als humans.